# جوردانو برونو

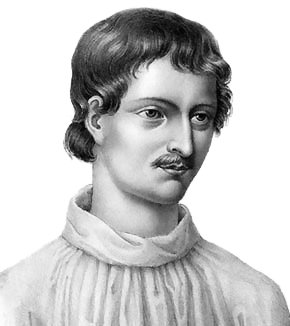
جوردانو برونو

جوردانو برونو المعروف أيضاً بـ نولانو أو برونو دي نولا (1548 في نولا ـ 17 فبراير 1600 في روما) كـان دارس ديني وفيلسوف إيطالي حكم علية بالهرطقة من الكنيسة الكاثوليكية. وهو فيلسوف إيطالي شهير. كان راهبا أيضا في البداية ولكنه انتقل من الدراسات اللاهوتية إلى الفلسفة فيما بعد. وقد اعتنق نظرية كوبرنيكوس عن دوران الأرض على الرغم من انها كانت محرمة من قبل رجال الدين آنذاك وذهب إلى أبعد منها آن ذاك بوضعه فرضية أن النظام الشمسى هو واحد من مجموعة نظم تغطى الكون في صورة نجوم وألوهية ولانهائية الكون. كما افترضت نظريته إن كل من النظم النجمية الأخرى تشتمل على كواكب ومخلوقات عاقلة آخرى.
ابتداءًا من عام 1593، حُكِمَ برونو بالهرطقة من قبل الروم محاكم التفتيش الرومانية بتهمة إنكاره للعقائد الكاثوليكية الأساسية (بما في ذلك عقيدة الجحيم، والثالوث، والكرستولوجيا، وعذرية مريم، والاستحالة الجوهرية). ووجدته محاكم التفتيش مذنبًا، وفي عام 1600 عوقب حرقًا في روما في ساحة كامبو دي فيوري. بعد وفاته اكتسب شهرة كبيرة، وأعتبره عدد من الباحثين بشكل خاص في القرن التاسع عشر وأوائل القرن العشرين شهيدًا للعلم، وذلك على الرغم من أن المؤرخين قد جادلوا أن محاكمته كانت بسبب آرائه الفلسفية والدينية واللاهوتية وليس لآرائه الفلكية. ولا تزال تعتبر قضية برونو علامة بارزة في تاريخ الفكر الحر والعلوم الناشئة، وتعبيرًا من الكنيسة عن الندم قاموا بنحت تمثال له في ساحة كامبو دي فيوري.

## حياته

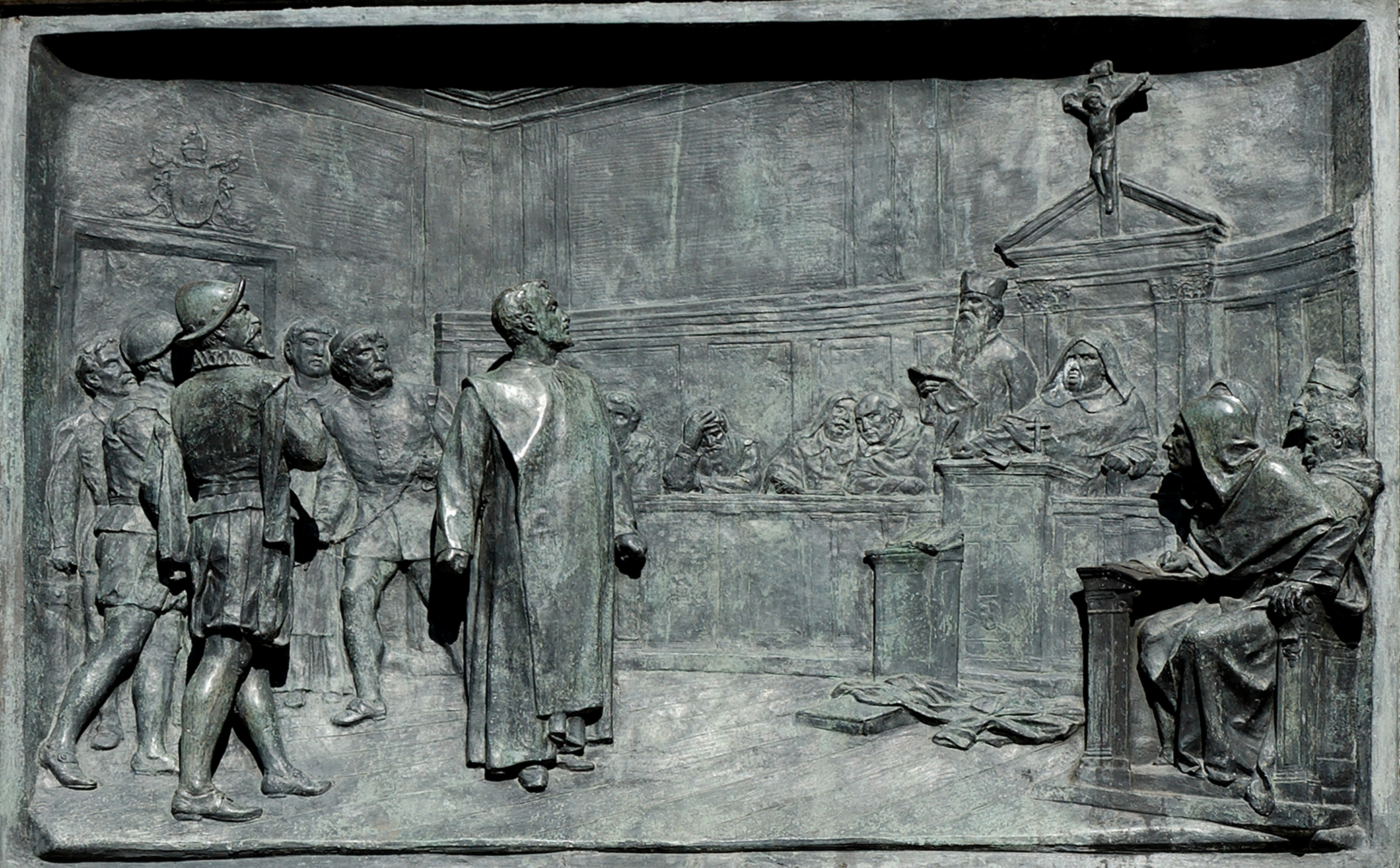
The trial of Giordano Bruno by the Roman Inquisition. Bronze relief by Ettore Ferrari, Campo de' Fiori, Rome.

ولد في مدينة نولا بمملكة نابولي في 1548 عند ولادتة اعطي اسم فيليبو برونو والده (جوفاني برونو) محارب عسكري، سافر إلى نابولي في سن الحادي عشرة ليدرس تريفيوم وفي سن الخامسة عشرة انضم إلى دومينيكان أوردر ولقب جيوردانو هناك.

## الأفكار

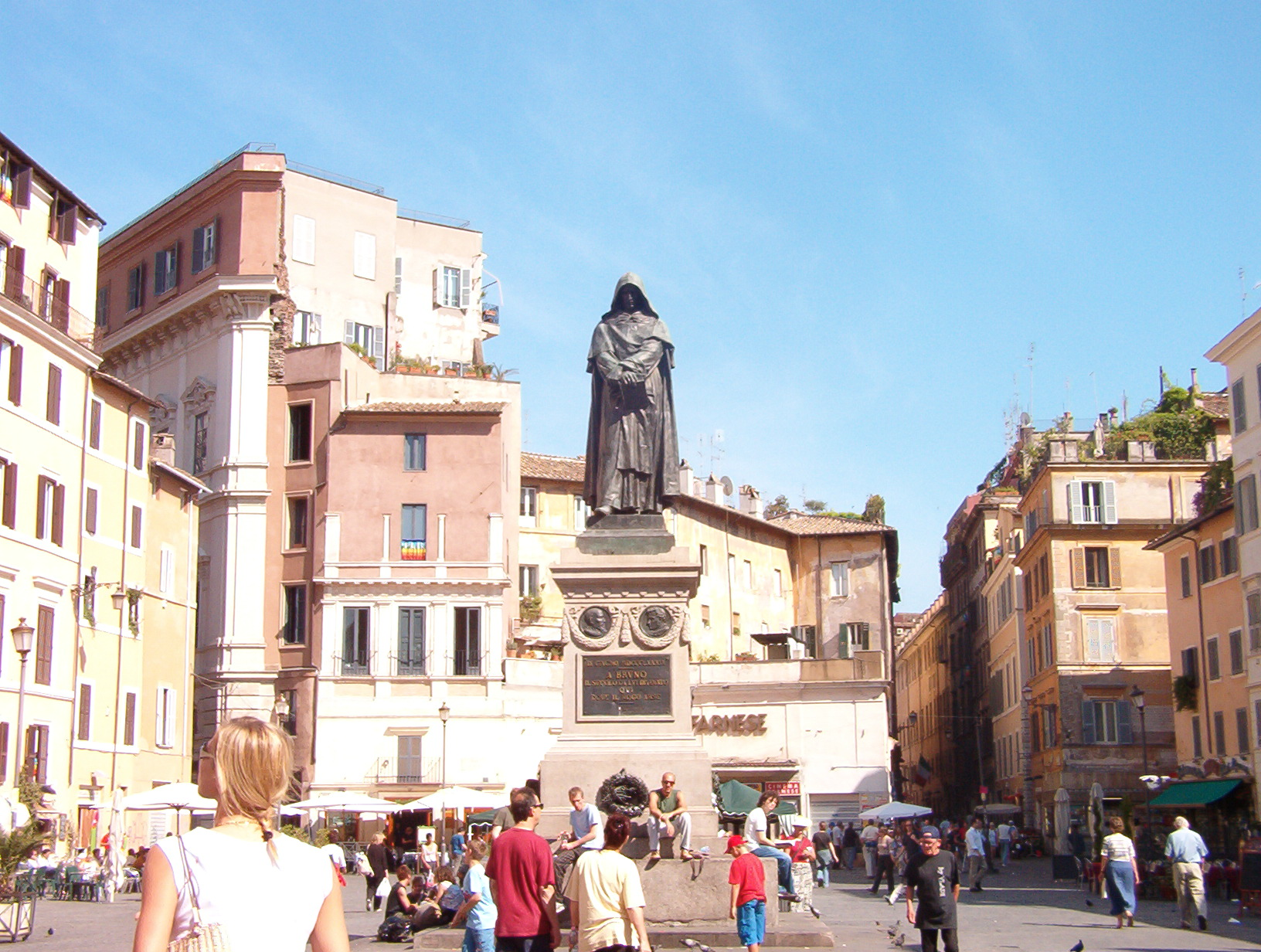
تمثال برونو في المكان الذي أعدم فيه، Campo de' Fiori روما.

من النقط الرئيسية في نظريته هي علم الكون الفيزيائي حيث كان يعتقد برونو بأن الكون لا نهائي، اعتمد على الملايين من الكواكب والمجرات واعتقد وجود كواكب أخرى عليها حياة ذكية ، وبأن الأرض كوكب في الكون وليست مركز الكون.

## أعماله
ألف برونو كتاب A ceia da terça-feira de cinzas كتاب احدث ضجة كبيرة وتم حرقة من الكنيسة الكاثوليكية.

## وصلات خارجية
- جوردانو برونو على موقع الموسوعة البريطانية (الإنجليزية)
- جوردانو برونو على موقع ميوزك برينز (الإنجليزية)
- جوردانو برونو على موقع إن إن دي بي (الإنجليزية)

- بالإنجليزية والإيطالية نسخة محفوظة 25 سبتمبر 2007 على موقع واي باك مشين.
- بالإنجليزية والإيطالية والأسبانية
- فلسفة جوردانو برونو